# Карс, Карел
Карел Карс (нидерл. Karel Kaers; 3 июня 1914,  Восселар, Бельгия — 20 декабря 1972, Антверпен, Бельгия) —  бельгийский профессиональный шоссейный и трековый велогонщик. Чемпион мира в групповой гонке среди профессионалов (1934).  Чемпион Бельгии в групповой гонке (1937). 

## Достижения

### Шоссе
1930
1-й  Чемпион Бельгии - Групповая гонка (дебютанты (U17)
1934
1-й  Чемпион мира — Групповая гонка (проф.)
1935
1-й Grand Prix du 1er mai - Prix d'honneur Vic De Bruyne
1937
1-й  Чемпион Бельгии - Групповая гонка
1-й Grand Prix du 1er mai - Prix d'honneur Vic De Bruyne
1-й Натионале Слёйтингспрейс
1-й Circuit de Paris
1938
1-й — Этап 1 Париж — Сент-Этьен
1939
1-й Тур Фландрии

### Трек
1931
1-й  Чемпион Бельгии — Спринт (юниоры)
1932
1-й  Чемпион Бельгии — Спринт (юниоры)
1934
3-й Чемпионат Бельгии — Спринт
1935
3-й Чемпионат Бельгии — Спринт
1936
3-й Чемпионат Бельгии — Спринт
1937
3-й Чемпионат Бельгии — Спринт
1938
1-й Шесть дней Парижа
1939
1-й  Чемпион Бельгии — Индивидуальная гонка преследования
1-й Шесть дней Лондона
1-й Шесть дней Копенгагена
3-й Чемпионат Бельгии — Спринт
3-й Шесть дней Антверпена
3-й Шесть дней Брюсселя
1940
1-й Шесть дней Брюсселя
2-й Чемпионат Бельгии — Гонка за лидером
1941
2-й Чемпионат Бельгии — Спринт
1942
2-й Чемпионат Бельгии — Омниум